# 仮面舞踏会 (ニールセン)
『仮面舞踏会』（かめんぶとうかい、デンマーク語: Maskarade）は、カール・ニールセンが作曲した3幕構成のオペラ。デンマーク語のリブレットはヴィルヘルム・アナスンの作で、ルズヴィ・ホルベアの喜劇に基づいて書かれている。初演は1906年11月11日、コペンハーゲンの王立劇場で行われた。本作を国民的オペラと考えるデンマーク国内では長きにわたる人気を獲得している。

## 背景と演奏史
ニールセンが初めてホルベアの『仮面舞踏会』を題材にしたオペラを構想したのは20世紀が幕を開けようとする頃であった。彼は学生時代からの知り合いであるヴィルヘルム・アナスン（1864年-1953年）がリブレットを書いてくれるよう説得したいと考えて連絡を取った。はじめは断ったアナスンが最終的には同意したことで、ニールセンは1904年5月から作曲を始められるようになる。王立劇場では完成前から本作の公演日程を組んでいた。実のところ、ニールセンがようやく序曲を完成したのは11月3日、初演の1週間前であった。

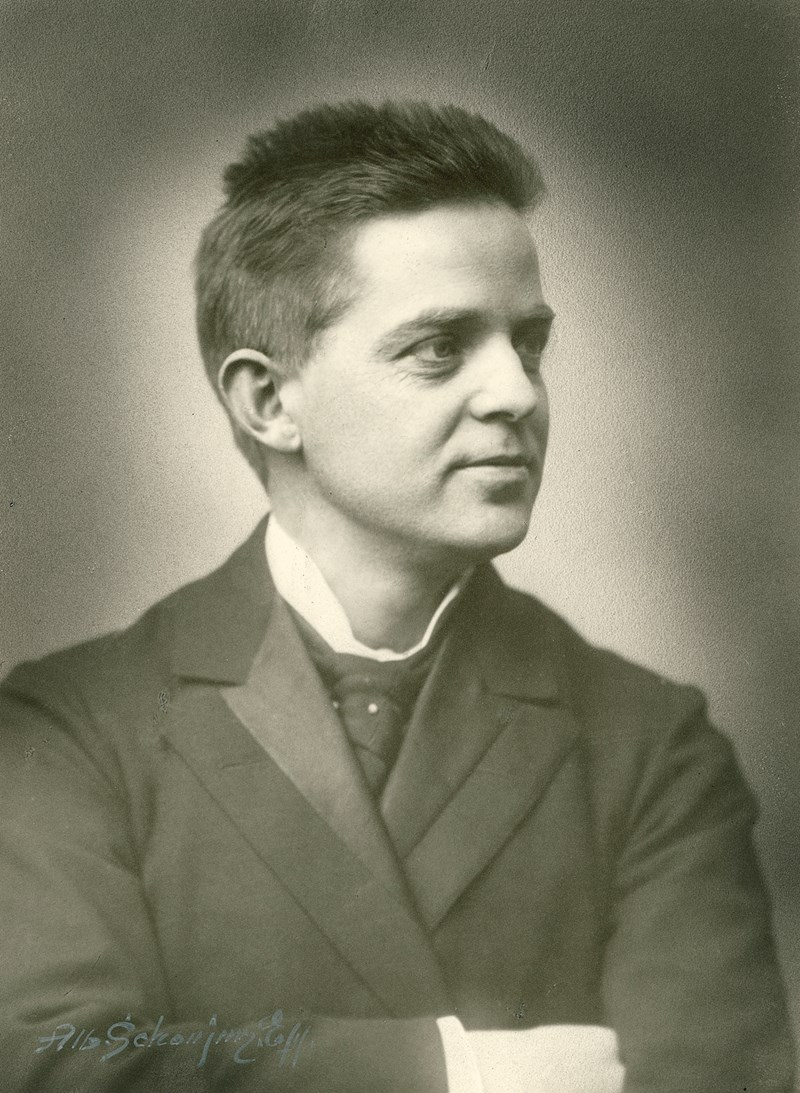
カール・ニールセン 1901年

初演はコペンハーゲンの王立劇場で1906年11月11日に行われた。当初から目覚ましい成功を収めた本作は、はじめの4か月の間に25公演という例外的な興行となる。しかし紙上での評価は賛否の入り混じったもので、音楽は華麗であるが第1幕が最も優れており、第2幕はやや劣り、第3幕は演劇としての明晰さに欠けるというのが共通認識となっていた。ホルベアの古典的喜劇をオペラ・ブッファに作り変えるという計画の告知はデンマークの文学サークルを狼狽させることになったが、瞬く間に支持を得たオペラは喜劇そのものよりも高い人気を博した。今日、デンマークの国民的オペラと看做されるようになった本作は同国内で長きにわたり成功を収めている。成功の理由は多くの有節歌曲、踊り、そして通底する「古きコペンハーゲン」の雰囲気に求められる。2006年、デンマークの文化省は本作をデンマークで最も優れた12作の音楽作品のひとつに認定した。
アメリカ初演はようやく1972年になってミネソタ州のセント・ポール・オペラにおいてイーゴリ・ブケトフの指揮で行われた。報告のある初めてのニューヨーク公演は1983年のブロンクス・オペラによるものである。米国での再演は2014年1月18日のシカゴ初演で、Vittum TheaterにおけるVox3 Collectiveによる上演であった。大きな国際的再演となったのは2005年のデイヴィッド・パウントニーによる新演出で、8月にブレゲンツ音楽祭で上演されると翌月にはロイヤル・オペラ・ハウスへ移り、同劇場のオペラ団による初演が行わる運びとなった。それ以前にも英国では1983年にロンドンのモーリー・カレッジで、また1990年にリーズでオペラ・ノースによる上演歴があった。
母国での人気にもかかわらず、後半2幕の構造的弱さを引き合いに出すなどニールセンは本作品に完全に満足していたわけではなかった。しかし改訂に向けて動き出そうとはしなかった。カール・ニールセン協会によれば序曲と第3幕のバレエ（「雄鶏の踊り」）の演奏頻度は高く、協会は序曲がヨーロッパと北アメリカでもっとも広く演奏されるニールセン作品のひとつであると述べている。

## 配役
| 役名                                       | 声域                       | 初演者 1906年11月11日 （指揮：カール・ニールセン） |
| ------------------------------------------ | -------------------------- | -------------------------------------------------- |
| Jeronimus - コペンハーゲンの市民           | バスバリトン               | カール・マンシュス                                 |
| マウダローネ - 妻                          | アルトまたはメゾソプラノ   | ヨナ・ナイインダム                                 |
| リアンダ - 息子                            | テノール                   | ハンス・ケアウルフ                                 |
| ヘンレク - リアンダの従者                  | バスバリトン               | ヘリェ・ニスン                                     |
| アーヴ - Jeronimusの召使                   | テノール                   | ラース・クヌスン                                   |
| リーオナート - スレーイルセの市民          | テノールまたはバリトン     | ピーダ・イェアンドーフ                             |
| リオノーラ - 娘                            | ソプラノ                   | イミーリェ・ウルレク                               |
| ペアニレ - リオノーラのメイド              | ソプラノまたはメゾソプラノ | イーダ・ムラ                                       |
| 仮面屋                                     | バリトン                   |                                                    |
| 劇場のドアマン                             | バス                       |                                                    |
| 家庭教師                                   | バス                       |                                                    |
| 夜警                                       | バス                       |                                                    |
| 仮面舞踏会の主催者                         | バス                       | アルバト・ ピーダスン                              |
| 舞踏会参加者、学生たち、女子たち、役人たち |                            |                                                    |

## あらすじ
時代: 1723年 春
場所: コペンハーゲン

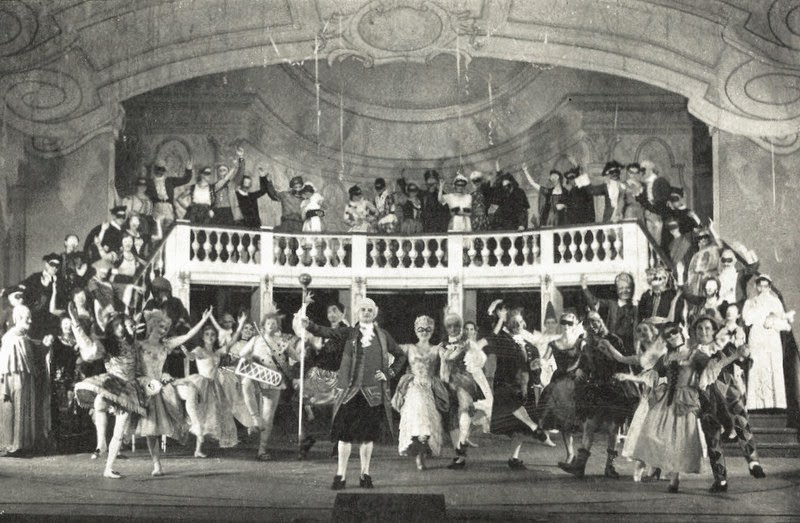
オーフスでのデンマーク国立オペラによる公演の様子 1954年

仮面舞踏会の会場で幸運にも出会った2人の若者は永遠の愛を誓いあい指輪を交換する。翌日、リアンダは従者のヘンレクに新たな愛を見つけたことを語る。ヘンレクは彼の両親がリアンダを遠くスレーイルセに住むリーオナートの娘、リオノーラと婚約させているということを思い出させ、リアンダは狼狽する。この婚姻話のもう一方であるリオノーラの父リーオナートが、娘が前夜に仮面舞踏会で出会った誰かと恋に落ちてしまったのだとリアンダの父に泣きつくに至って事態は混乱する。第3幕では各人が当夜の仮面舞踏会になだれ込んでいき、すべてが明らかになり全員が円満に喜びを分かち合う形ですっかりと解決される。

## 記念上演
カール・ニールセン生誕150周年の祝賀行事の一環として、コペンハーゲンの王立劇場では2015年3月から5月にかけて『仮面舞踏会』を11回上演して好評を博した。王立劇場の2015年のスケジュールには、7月半ばから9月はじめにかけてデンマーク国内の他の3つの会場での本作の室内楽版での公演が含まれていた。また、序曲は2015年7月17日に同年のBBCプロムスの開幕を飾った。